# ナンシー・スパンゲン
ナンシー・ローラ・スパンゲン（Nancy Laura Spungen、1958年2月27日 - 1978年10月12日）は、アメリカ合衆国の女性。イギリスのパンク・ロックバンド、セックス・ピストルズのベース奏者シド・ヴィシャスの恋人。ヴィシャスとの破滅的な交際ののち、殺害された。

## 生い立ち
ペンシルベニア州フィラデルフィアで父フランク、母デボラの間に生まれる。出産の際へその緒が首に絡まり、危うく命を落とすところであった。家族はユダヤ系の中流家庭で父はセールスマン、母は後にオーガニック・ショップを経営するようになる。
スパンゲンは夜泣きと癇癪持ちの厄介な赤ん坊であった。生後3か月の頃、小児科医にバルビツール酸系の向精神薬を投与されたが彼女の乱暴な振る舞いは収まらなかった。母デボラは後にインタビューに答え「赤ん坊が泣くのは普通のことだと知っているが、ナンシーはただ絶叫するばかりだった」と述べた。
5歳時の知能指数テストでは優秀な結果を出し、小学校の間は成績も優秀であったが友人はわずかだった。
スパンゲンは、妹弟に対しても乱暴な振舞いをする怒りっぽい子供であった。ハサミでベビーシッターを殺すと脅し、精神科医の診断を受けたこともある。11歳で放校処分となる。15歳の時、統合失調症と診断される。
その一貫性のない行動に疲れた両親は、スパンゲンを特殊児童が集まる寄宿学校に入学させた。1972年1月、スパンゲンは学校から逃走し、ハサミで手首を切って自殺を図った。
1974年に寄宿学校を卒業、コロラド大学ボルダー校に16歳で入学するが、5カ月後、警察のおとり捜査でマリファナを購入して逮捕され、コロラド州から永久追放された。最初の仕事を初日に解雇されて以降、スパンゲンは両親からの盗みと麻薬の密売で生活した。

## シド・ヴィシャスとの関係
17歳で家を出てニューヨーク州ニューヨークに移り住む。タイムズスクエアの近くでストリッパー、さらに売春宿で働く。当時はエアロスミス、ニューヨーク・ドールズ、ラモーンズなどのファンであった。1977年に渡英し、ロンドンでセックス・ピストルズに出会う。リードシンガーのジョニー・ロットンには嫌われたものの、スパンゲンはシド・ヴィシャスについて回り、やがて一緒に生活するようになった。
関係があった約2年間にスパンゲンとヴィシャスはヘロインをはじめ、多くの薬物を使用して依存症になった。ヴィシャスはスパンゲンに出会う前から薬物については極めて悪質で、ある情報筋によれば、彼は幼少時から彼の母親と一緒にスピードを使用していたという。
タブロイド紙は、スパンゲンのたび重なる暴言と暴力に辟易し「吐き気を催す」と評した。
1978年にピストルズが解散したのち、スパンゲンはヴィシャスと共に帰国し、ニューヨークのチェルシーホテルに引っ越した。2人は「ジョン・サイモン・リッチー（ヴィシャスの本名）夫妻」名義で100号室に住んだ。ヴィシャスは音楽を続けようとしていた。

## 死
その後数ヶ月にわたり、ヴィシャスの薬物依存はますます酷くなり、スパンゲンは壮絶な虐待を受けるようになった。
1978年10月12日、スパンゲンは浴室の床で遺体となって発見された。ナイフで腹部をひと刺しされており、ナイフはヴィシャスが所有するものとわかった。ヴィシャスはまもなく逮捕され第2級殺人で起訴されたが、ヴィシャスは無罪を主張し、保釈された。スパンゲンの死の4カ月後、ヴィシャスはヘロインのオーバードースで結審前に死亡した。被疑者死亡により捜査は終了し、スパンゲンは故郷のフィラデルフィアに埋葬された。

## 事件の真相
前述のとおり、この殺害事件はヴィシャスの死によって捜査が終了しており、犯人について法律的には結論が出ていない。最終的にスパンゲンを殺害したのはヴィシャスではないとする説がいくつかある。
かつてマルコム・マクラーレンの下で働いたフィル・ストロングマンは、彼の著作 "Pretty Vacant: A History of Punk" の中で、コメディアンのロケッツ・レドグレアがスパンゲンの殺害にひと役買ったと主張する。それによると、レドグレアはチェルシーホテルのヴィシャスとスパンゲンの部屋にヒドロモルフォン（強力な麻薬鎮痛剤）のカプセル40個を届けたという。レドグレアは生涯を通じて事件との関わりを否定した。

## その他
ヴィシャスとナンシーの人生については、後に数多くの文献で取り上げられたほか、1986年には2人を題材にした伝記映画「シド・アンド・ナンシー」が公開された（キャストはヴィシャス役にゲイリー・オールドマン、スパンゲン役にクロエ・ウェッブ）。